# John Buchanan (cricket)
Pour les articles homonymes, voir John Buchanan et Buchanan.
John Marshall Buchanan (né le 5 avril 1953) est un entraîneur australien de l'équipe d'Australie de cricket.
Après une modeste carrière de joueur de cricket avec l'équipe du Queensland (seulement 7 matchs de first-class cricket joués), il devint entraîneur de cette même équipe, avec laquelle il remporta deux Sheffield Shield, et notamment le premier de l'histoire du club, en 1994-95.
Il devient entraîneur de la sélection australienne à l'issue de la coupe du monde de cricket de 1999 et remporte avec elle les coupe du monde de 2003 et 2007, ainsi que l'ICC Champions Trophy de 2006.